# 苧阪満里子
苧阪 満里子（おさか まりこ、1950年11月16日 - ）は、日本の心理学者。大阪大学名誉教授。専門は認知神経心理学。夫は同じく心理学者で京都大学名誉教授の苧阪直行。義父は苧阪良二。
1969年大阪府立八尾高等学校卒業。1973年京都大学教育学部卒業。1979年京都大学大学院教育学研究科博士課程教育心理学専攻修了、1984年11月教育学博士。1985年大阪外国語大学外国語学部助教授、2001年教授、2007年大阪大学大学院人間科学研究科教授。2017年定年退官。日本ワーキングメモリ学会理事。

## 著書
- 『ワーキングメモリの認知神経心理学的研究』風間書房、1994
- 『ワーキングメモリ―脳のメモ帳』新曜社、2002
- 『もの忘れの脳科学』講談社ブルーバックス、2014

## 共著
- 『読みー脳と心の情報処理』共著、朝倉書店、1998
- 『脳とワーキングメモリ』共著、京都大学学術出版会、2000

## 翻訳
- ケヴィン・シルバー『心の神経生理学入門―神経伝達物質とホルモン』共訳、新曜社、2005、心理学エレメンタルズ
- ジョン・スターリング『大脳皮質と心―認知神経心理学入門』共訳、新曜社、2005、心理学エレメンタルズ